# Lord of Arcana
Lord of Arcana (яп. ロード・オブ・アルカナ Ро:до обу Арукана, «Повелитель Арканы») — японская компьютерная игра в жанре ролевой боевик для портативного устройства PlayStation Portable, разработанная студией Access Games и выпущенная компанией Square Enix в октябре 2010 года.

## Игровой процесс
Lord of Arcana представляет собой ролевую игру с большим уклонов на экшн, где игроки, собравшись в команду до четырёх человек, сражаются с различными монстрами и демонами. В плане геймплея игра напоминает такие серии как Monster Hunter, God Eater и Phantasy Star Portable, однако отличается более кинематографическими сценами убийств и наличием всевозможных мини-игр. Многие из представленных монстров в том или ином виде уже фигурировали в классических ролевых играх Square Enix, например, в Final Fantasy. По аналогии с этой серией игрок имеет возможность призывать на поле боя могучих мифических существ, которые оказывают решающее влияние на ход сражения.

## Сюжет
События игры разворачиваются в вымышленном мире Хородин, названном так в честь первого правящего этими землями короля. Где-то здесь хранится древний волшебный камень известный как Аркана, который, в соответствии с легендами, обладает огромной магической силой. Многие отважные воины отправляются в путь на поиски камня, желая завладеть его силой, однако в ходе путешествия им предстоит победить полчища страшных монстров, изобилующих в Хородине.

## Разработка
Созданием дизайнов монстров, как и в случае карточной Lord of Vermilion, занимались многие художники со всего мира. В качестве музыкального и звукового продюсеров выступили композиторы Нобуо Уэмацу и Хитоси Сакимото, тоже принимавшие участие в проекте Lord of Vermilion.

## Отзывы
| Сводный рейтинг    | Сводный рейтинг |
| Агрегатор          | Оценка          |
| ------------------ | --------------- |
| GameRankings       | 53,03 %         |
| Metacritic         | 53/100          |
| Иноязычные издания |                 |
| Издание            | Оценка          |
| Edge               | 4/10            |
| Eurogamer          | 5/10            |
| Famitsu            | 32/40           |
| Game Informer      | 7/10            |
| GamePro            | [ 9 ]           |
| GameRevolution     | C               |
| GameSpot           | 4,5/10          |
| GameZone           | 4,5/10          |
| PALGN              | 4/10            |
| PSM                | 4/10            |

Lord of Arcana получила отрицательные отзывы критиков на Metacritic.  В японском Famitsu дали игре 32 из 40.